# 447 (numero)
Quattrocentoquarantasette (447) è il numero naturale dopo il 446 e prima del 448.

## Proprietà matematiche
- È un numero dispari.
- È un numero composto con 4 divisori: 1, 3, 149, 447. Poiché la somma dei suoi divisori (escluso il numero stesso) è 153 < 447, è un numero difettivo.
- È un numero semiprimo.
- È un numero palindromo e un numero ondulante nel sistema di numerazione posizionale a base 12 (313).
- È un numero congruente.
- È un numero intero privo di quadrati.
- È un numero malvagio.
- È parte delle terne pitagoriche (153, 420, 447), (447, 596, 745), (447, 11096, 11105), (447, 33300, 33303), (447, 99904, 99905).

## Astronomia
- 447P/Sheppard-Tholen è una cometa periodica del sistema solare.
- 447 Valentine è un asteroide della fascia principale del sistema solare.
- NGC 447 è una galassia spirale della costellazione dei Pesci.

## Astronautica
- Cosmos 447 è un satellite artificiale russo.